# Costeremus cornutus
Costeremus cornutus är en kvalsterart som beskrevs av Wang 1996. Costeremus cornutus ingår i släktet Costeremus och familjen Hungarobelbidae. Inga underarter finns listade i Catalogue of Life.